# Langue des signes éthiopienne

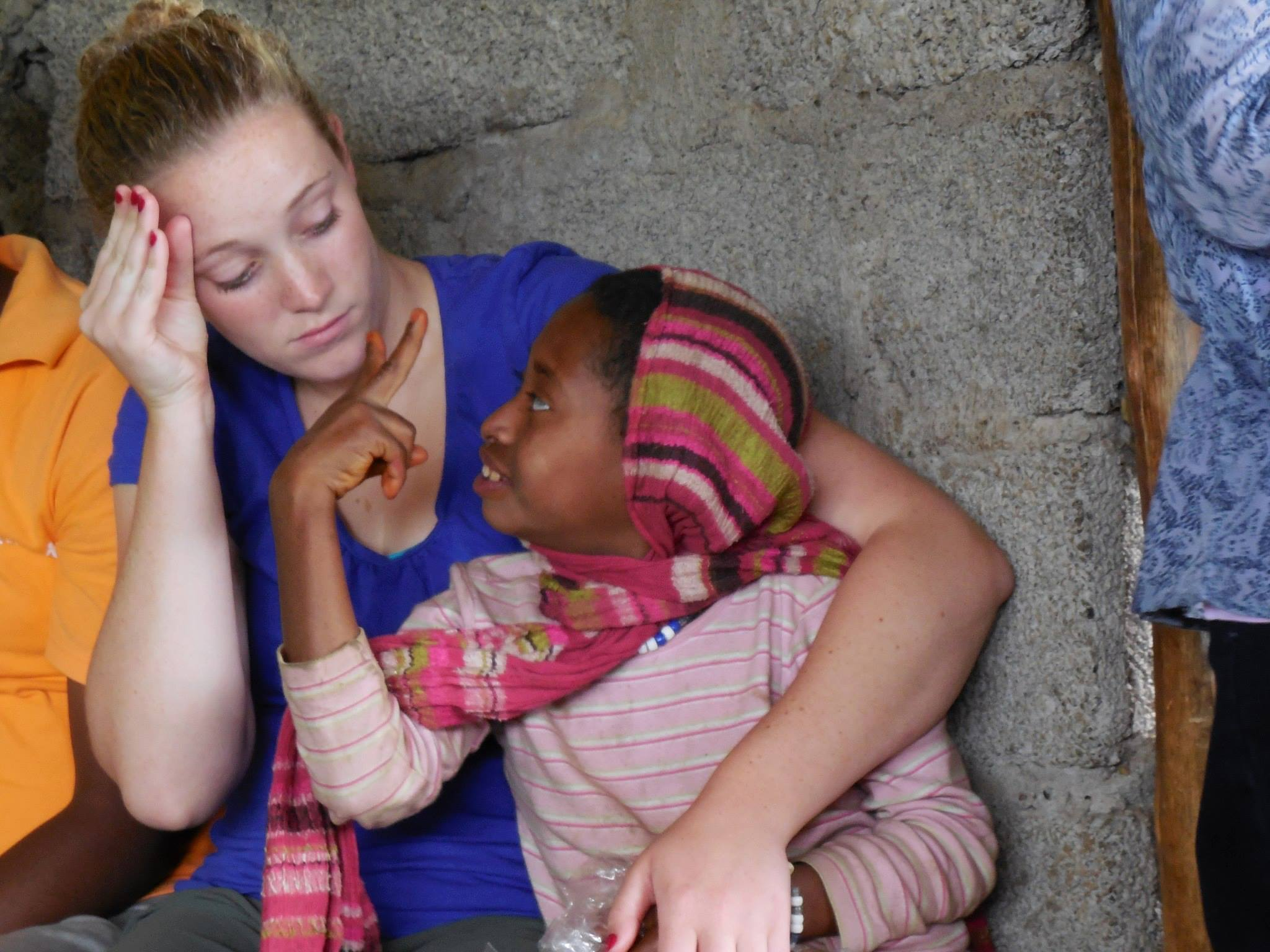
Conversation en langue des signes éthiopienne

La langue des signes éthiopienne, est la langue des signes utilisée par les personnes sourdes et leurs proches en Éthiopie.

## Histoire
Les premières écoles pour sourds d'Addis-Abeba ont été ouvertes par des missionnaires américains. Par la suite d'autres missionnaires venus des pays nordiques ont ouvert une autre école à Karen, dans la province de l'Érythrée au nord du pays.

## Caractéristiques
La langue des signes éthiopienne est fortement liée à la langue des signes américaine. 75 % des signes sont semblables tandis que les 25 % restants ont été adaptés à la culture éthiopienne.

## Utilisation
Elle est également utilisée pour l'enseignement universitaire au niveau Baccalauréat universitaire ès lettres et est enseignée dans les écoles primaires et secondaires.